# Isole della Svizzera
Questa è una lista delle isole della Svizzera.

Nessuna di queste è di grosse dimensioni.

Include il nome dell'isola, se è fluviale o lacustre, il fiume o lago che la contiene, la municipalità ed il cantone di appartenenza.
| Isola                                        | L/F | Lago o fiume                 | Municipalità/Cantoni    |
| -------------------------------------------- | --- | ---------------------------- | ----------------------- |
| Aareinseli                                   | F   | Aar                          | Selzach SO              |
| Isola alla confluenza di Aar, Reuss e Limmat | F   | Aar                          | Gebenstorf, Turgi AG    |
| Altstad-Insel                                | L   | Lago di Lucerna              | Meggen LU               |
| Bälliz, Oberes Inseli, Unteres Inseli        | F   | Aar                          | Thun BE                 |
| Isola di San Pancrazio                       | L   | Lago Maggiore                | Brissago TI             |
| Isola di Sant'Apollinare                     | L   | Lago Maggiore                | Brissago TI             |
| Chaviolas                                    | L   | Lago di Sils                 | Sils im Engadin/Segl GR |
| Isola nel Doubs                              | F   | Doubs                        | Clos du Doubs JU        |
| Fischergrieni                                | F   | Aar                          | Villigen AG             |
| Isola di Giornico                            | F   | Ticino                       | Giornico TI             |
| La Grande Ile                                | L   | Lago di Murten               | Mont-Vully FR           |
| Grien                                        | F   | Aar                          | Aarau AG                |
| Grien                                        | F   | Reno                         | Koblenz AG              |
| Isola dell'Harpe                             | L   | Lago di Ginevra              | Rolle VD                |
| Heidseeinseln                                | L   | Lago Heidsee                 | Vaz/Obervaz GR          |
| Isola nel lago artificiale di Klingnau       | L   | Lago artificiale di Klingnau | Böttstein AG            |
| Lützelau                                     | L   | Lago di Zurigo               | Freienbach SZ           |
| Island in Lac de Montsalvens                 | L   | Lago di Montsalvens          | Val-de-Charmey FR       |
| Ile d'Ogoz (Vers les Tours)                  | L   | Lago della Gruyère           | Le Bry FR               |
| Isola di Peilz                               | L   | Lago di Ginevra              | Villeneuve VD           |
| Ile Rousseau                                 | F   | Rodano                       | Ginevra GE              |
| Insel Rheinau                                | F   | Reno                         | Rheinau ZH              |
| Ruppoldingen                                 | F   | Aar                          | Olten SO                |
| Schacheninseli                               | F   | Aar                          | Villnachern AG          |
| Schlossinseli                                | L   | Mauensee                     | Mauensee LU             |
| Schnäggeninseli                              | L   | Lago di Brienz               | Iseltwald BE            |
| Insel Schwanau                               | L   | Lago di Lauerz               | Lauerz SZ               |
| Inseli im Sempachersee                       | L   | Lago di Sempach              | Sursee LU               |
| St. Petersinsel                              | L   | Lago di Bienna               | Twann-Tüscherz BE       |
| Ufenau                                       | L   | Lago di Zurigo               | Freienbach SZ           |
| Vogelraupfi                                  | F   | Aar                          | Bannwil BE              |
| Isola Werd                                   | F   | Reno                         | Eschenz TG              |
| Werdinsel                                    | F   | Limmat                       | Zurigo ZH               |
| Isola nel Lago di Walenstadt                 | L   | Lago di Walenstadt           | Quarten SG              |
| Isola nel Wohlensee                          | L   | Lago di Wohlen               | Frauenkappelen BE       |